# Christina Wodtke
Christina R. Wodtke (* 22. Oktober 1966) ist eine US-amerikanische Unternehmerin und Spezialistin im Bereich Design Thinking, Informationsarchitektur und Managementwissenschaft (spezialisiert auf Objectives and Key Results (OKR) und Teamproduktivität). Derzeit ist sie Dozentin für Informatik (Computer Science) an der Stanford University.
Wodtke hatte eine Reihe von Führungspositionen in der Technologiebranche inne, darunter Produktentwicklungen bei LinkedIn, MySpace, Zynga, Yahoo! und weiteren. Sie gründete drei Startups, ein Online-Designmagazin namens Boxes and Arrows und war Mitbegründerin des Information Architecture Institute

Book Information Architecture Blueprints for the Web von Christina Wodtke

Wodtke gründete das von Webby nominierte Design-Thinking-Magazin Boxes and Arrows und publizierte regelmäßig und gelegentlich auch als Autorin.
Boxes and Arrows war das erste Online-Magazin, das sich ausschließlich an praktizierende Designer richtete, und hat eine Vielzahl anderer Online-Zines inspiriert, von UXmatters bis Johnny Holland.
Sie wird häufig als Expertin für Interviews und Vorträge zu den Themen Social Web Design, Gamification, User Experience, Start-up-Management und Innovation angefragt.

## Veröffentlichungen
- Christina Wodtke: Information Architecture: Blueprints for the Web. 1st Auflage. New Riders, Indianapolis, Ind. 2003, ISBN 0-7357-1250-6 (englisch).
- Christina Wodtke: Radical Focus: Achieving Your Most Important Goals with Objectives and Key Results. 1st Auflage. Cucina Media, Palo Alto, Cal. 2016, ISBN 978-0-9960060-2-6 (englisch).
- Christina Wodtke: Pencil Me In: The Business Drawing Book for People Who Can't Draw. 1st Auflage. Cucina Media, Palo Alto, Cal. 2017, ISBN 978-0-9960060-3-3 (englisch).
- Christina Wodtke: The team that managed itself : a story of leadership. 1st Auflage. Cucina Media, Palo Alto, Cal. 2019, ISBN 978-0-9960060-7-1 (englisch).
- Christina Wodtke: Introduction to OKRs. O’Reilly Media, Inc, 2016 (englisch).